# Deep und deutlich
deep und deutlich ist ein Talk-Format für junge Menschen, das sowohl in der ARD Mediathek als auch im linearen Programm des NDR Fernsehen zu sehen ist. Die Sendung gilt als „junges Pendant“ zur bereits existierenden NDR Talk Show, die seit 1979 eine feste Institution im deutschen Fernsehen ist.
Seit 2023 wird die Sendung im Auftrag des Norddeutschen Rundfunks von der in Hamburg ansässigen Produktionsfirma beckground tv produziert. Die Folgen werden im Mojo Club auf der Hamburger Reeperbahn oder in den NDR-Studios in Hamburg-Lokstedt aufgezeichnet. Seit der zweiten Staffel ist deep und deutlich auch Teil des erweiterten Netzwerkes funk, dem Content-Netzwerk von ARD und ZDF.
Die Folgen erscheinen donnerstags um 17 Uhr in der ARD-Mediathek und werden im wechselnden Turnus in der Nacht von Freitag auf Samstag im NDR Fernsehen ausgestrahlt. Die einzelnen Talks sind zudem auf dem YouTube-Kanal von deep und deutlich und weiteren Social-Media-Plattformen wie Instagram und TikTok zu sehen.

## Konzept & Geschichte
Die erste Folge deep und deutlich feierte am 4. Oktober 2020 in der ARD-Mediathek Premiere. Damals hieß der Talk noch deep und deutlich. Eine NDR Talk Show. Der Titel der Sendung wurde im Jahr 2021 auf deep und deutlich verkürzt.
Das Konzept: Bei deep und deutlich trifft Popkultur auf Politik, bewegende Lebensgeschichte auf provokante These. In jeder Sendung sollen sich verschiedene Lebensmodelle, Welten und Vorstellungen begegnen. Ob Feminismus, Rassismus, soziale Ungerechtigkeit, Mobbing, Body Positivity oder Leben mit Einschränkungen – die offenen und respektvollen Gespräche sind immer intensiv. Zu den Gästen zählen Stars aus der Pop-, Kunst- und Kulturszene und erfolgreiche Influencerinnen und Influencer.
deep und deutlich taucht in komplexe Welten ein, die oft im Schatten der öffentlichen Aufmerksamkeit liegen. Der junge Talk funktioniert dabei als Generationenbrücke. Die Sendung vermittelt die Themen und Gedanken junger Menschen, bildet den aktuellen Zeitgeist ab und soll das Verständnis zwischen den verschiedenen Generationen fördern.

## Social Media
Auch im Netz ist ein digitaler deep und deutlich-Kosmos entstanden. Die Folgen der insgesamt fünf Staffeln sind auch auf dem deep und deutlich-YouTube-Kanal zu sehen, der zum funk Netzwerk gehört. Dazu kommen Posts auf dem eigenen Instagram-Kanal, TikTok und YouTube Shorts.
Bei Instagram zählt die Sendung inzwischen mehr als 118.000 Follower. Gemessen an den Interaktionen pro Post – 5.000 im Schnitt – belegt der Kanal nach Angaben des Senders zu Produktionszeiten den dritten Platz unter allen NDR-Kanälen auf der Plattform. Der YouTube-Kanal zählt fast 70.000 Abonnenten, dem TikTok-Kanal folgen knapp 100.000 Menschen.

## Moderation
Die Sendung wird von einem Team moderiert:
- Aminata Belli und Michel Abdollahi (seit 2025)
- Aminata Belli und Lola Weippert (seit 2024)
- Aminata Belli und Aurel Mertz (2023–2024)
- Aminata Belli und Louisa Dellert (2022–2023)
- Louisa Dellert und Tarik Tesfu (2021)
- Aminata Belli und MoTrip (2020–2021)
- Svenja Kellershohn und Tarik Tesfu (2020)

## Gäste
Die Anzahl der Gäste pro Sendung hat sich im Laufe der Zeit und in Folge des veränderten Konzeptes reduziert. Während in der ersten Staffel noch bis zu sieben Gäste teilnahmen, umfasst jede der neuen deep und deutlich-Sendungen Gespräche mit drei oder vier Personen, deren Einzel-Talks dann bereits aktuell in der ARD Mediathek zu sehen sind.

### Staffel 1
| Folge | Thema                                                | Gäste | Ausstrahlungsdatum |
| ----- | ---------------------------------------------------- | --- | ------------------ |
| 1     | Glaube, Selbstbild und Rollerskates                  | - Katja Krasavice - Younes Zarou - Nadia Kailouli - Clueso - Sophie Passmann - The Real Life Guys - Oumi Janta          | 04.10.2020         |
| 2     | Selbstliebe, Vorurteile und Insekten                 | - Samu Haber - Ariane Alter - Bjeen Alhassan - Stefanie Heinzmann - Adrian Kozakiewicz - David Lebuser und Lisa Schmidt | 17.10.2020         |
| 3     | US-Wahl, starke Frauen und Polizeigewalt             | - Louisa Dellert - Ebow - Julia Beautx - Bodo Klein - Eva Schulz - Marie Mouroum - Dennis und Benni Wolter              | 01.11.2020         |
| 4     | Selbstverwirklichung – Abstürze und Survivor-Momente | - Cacau - Claudia Obert - Lia Şahin - Alice Wascher - Philip Schlaffer - Moritz Neumeier                                | 15.11.2020         |
| 5     | Leben im Rausch / Talk über gute und miese Trips     | - Alli Neumann - El Hotzo - Fynn Kliemann - Mike Singer - Eric und Edith Stehfest                                       | 29.11.2020         |
| 6     | Der schöne Schein / Image vs. Realität               | - Disarstar - Nicolette Fountaris - Kevin Kühnert - Gewitter im Kopf                                                    | 13.12.2020         |

### Staffel 2
| Folge | Thema                                                       | Gäste | Ausstrahlungsdatum |
| ----- | ----------------------------------------------------------- | --- | ------------------ |
| 7     | Wie man aus Krisen Hoffnung schöpft                         | - Jan Böhmermann - Johannes Mickenbecker von The Real Life Guys - Parshad - Joris                                                            | 28.08.2021         |
| 8     | Verträgt sich Porno mit Feminismus?                         | - Aurel Mertz - Aische Pervers - Melle-machts - Natalie Amiri - Ammar Abduljabbar                                                            | 10.09.2021         |
| 9     | Wählen, Schießen, Arschzeigen, Investieren                  | - Luisa Neubauer - Kevin Wolter - Eunique - Aya Jaff                                                                                         | 24.09.2021         |
| 10    | Bin ich okay so, wie ich bin?                               | - Sophia Thiel - Kweengypsy - Jules SchönWild - Gianna Bacio                                                                                 | 08.10.2021         |
| 11    | Wir kämpfen für Liebe, Party, Freiheit!                     | - Vanessa und Ina (TikTok-Stars) - Marteria - Maximilian Pollux - Anna Dushime                                                               | 22.10.2021         |
| 12    | Wir zweifeln an: Geld, Macht, Bürokratie                    | - Jeremy Fragrance - Marco Scheel - Aminata Touré - Jasmina Kuhnke                                                                           | 05.11.2021         |
| 13    | Behind the screens – Social Media Stars packen aus          | - Heiko und Roman Lochmann - Nadine Breaty - Eugene Boateng - Lara & Nina (dastwinteam)                                                      | 19.11.2021         |
| 14    | Schöne Neue Welt – Woran wir leiden und was uns heilt       | - Faisal Kawusi - Bozza - Diana Kinnert - Negah Amiri                                                                                        | 03.12.2021         |
| 15    | Depression und Panikattacken – Wir bringen Licht ins Dunkel | - Cathy Hummels - Ronja von Rönne - Fabian Nießl (Fitnesstrainer, Personal Coach, Influencer) - Psychologin Hendrikje Schmidt von Krisenchat | 17.12.2021         |

### Staffel 3
Mit Beginn der dritten Staffel kehrte deep und deutlich mit einem überarbeiteten Konzept zurück. Statt zwei Moderatoren-Doppel gibt es nur noch ein festes Duo. Seit 2023 besteht dieses aus Aminata Belli und Aurel Mertz. Die Zahl der Gesprächspartnerinnen und -partner wurde reduziert: In einer Runde sind nur noch drei bis vier Gäste zu sehen. Auch sind kürzere Fassungen in der Mediathek mit circa 13 bis 25 Minuten zu sehen. Dabei steht jeweils einer der Gäste mit seinem Thema im Mittelpunkt.
| Folge | Thema                                                                 | Gäste | Ausstrahlungsdatum |
| ----- | --------------------------------------------------------------------- | --- | ------------------ |
| 16    | Sind Menschen in der Kleinstadt weniger weltoffen?                    | - Avi Jakobs (Netflix-Star und Make-up-Artist) - Alpha Dia (Male-Model) - Millane Friesen (Tiktok-Star)                                             | 31.03.2022         |
| 17    | Erfolg/Behinderung durch Unfall/Armut                                 | - Emilio Sakraya - Angie Berbuer (Unfallopfer) - Olivier David (Armutsopfer)                                                                        | 07.04.2022         |
| 18    | Wird Gendern scheitern? Alicia Joe verteidigt ihr virales Video       | - Alicia Joe (YouTuberin) - Jule Lobo (Bloggerin) - Sascha Lobo (Blogger)                                                                           | 21.04.2022         |
| 19    | Online-Dating/Seenotrettung/Kiefer-OP zum Social-Media-Star           | - Pia Kabitzsch (Psychotherapeutin) - Tobias Schlegl - Malte Zierde (Social-Media-Star)                                                             | 28.04.2022         |
| 20    | ADS/Liedtexte/Adipositas/Alkoholproblem                               | - Anna von Klinski (Content-Creatorin) - Bosse (Musiker) - selfiesandra (Personalitystar) - Jonas Ems (YouTuber)                                    | 27.05.2022         |
| 21    | Vergewaltigung/Polyamourie/Borderline-Syndrom                         | - Lotte (Sängerin) - Die Michalskis (Ehepaar Saskia und Marcin und ihre Verlobte Luise) (Polyamouröses Trio) - Joelle Westerfeld (Funk-Moderatorin) | 24.06.2022         |
| 22    | Lipödem/IS/Bruder-Schwester-Verhältnis                                | - DominoKati (Influencer mit Lipödem) - Jihan Alomar (IS-Opfer) - Carolin Kebekus - David Kebekus                                                   | 02.07.2022         |
| 23    | Hass, Gewalt, Drogen und Fame                                         | - Isabell Beer - Jeremy Fragrance - Konstantin Flemig - Hamudi                                                                                      | 20.08.2022         |
| 24    | GNTM, Depression und Mobbing am Arbeitsplatz, Glauben und Ehe         | - Lijana Kaggwa - Marv Holm - Jenny und Hamza (TikTok-Couple)                                                                                       | 16.09.2022         |
| 25    | Blindheit und Muttersein, Spielsucht, Leistungsdruck, der krank macht | - Tina Sohrab - Relodiak - Maren Schiller | 01.10.2022         |
| 26    | Leben nach dem Tod, Rechtsfragen und TikTok-Ruhm, Mobbing             | - Veronika Schlieber - Herr Anwalt - Karim Jamal | 14.10.2022         |
| 27    | Depressionen, Kindheit und Mutter-Tochter-Beziehung, Magersucht       | - Stefanie Giesinger - Nura - Gregor Hägele | 05.11.2022         |
| 28    | Drogensucht, Migräne mit Aura, Selbstfindung, Ängste                  | - Hagen und John (Podcaster) - Phia Quantius - Biyon Kattilathu - Mirko Drotschmann                                                                 | 25.11.2022         |

### Specials
| Folge | Thema           | Gäste                                                                               | Ausstrahlungsdatum |
| ----- | --------------- | ----------------------------------------------------------------------------------- | ------------------ |
|       | Ukraine Spezial | - Anastasia Tikhomirova (Journalistin) - Leon Windscheid - Olena Taran (Aktivistin) | 18.03.2022         |

### Staffel 4
| Folge | Thema                                                                              | Gäste                                                                | Ausstrahlungsdatum |
| ----- | ---------------------------------------------------------------------------------- | -------------------------------------------------------------------- | ------------------ |
| 29    | Alltagsrassismus und Body Positivity, Magersucht, krank durch Social-Media         | - Gloria-Sophie Burkandt - Estefania Elisa - Nic Kaufmann            | 15.04.2023         |
| 30    | Erfolgscoaches, sexualisierte Gewalt                                               | - Alex Mariah Peter - El Hotzo                                       | 06.05.2023         |
| 31    | Endometriose und Kinderwunsch, Mentalismus, Extremsportler durch seltene Krankheit | - Dannero - Anna Adamyan - Maximilian Schwarzhuber                   | 27.05.2023         |
| 32    | Panikattacken, Mixed-Martial-Arts, Finanzen                                        | - Nico Santos - Mandy Böhm - Finnel                                  | 17.06.2023         |
| 33    | Tod und Bestattung, Muttersein, Sterneküche                                        | - Luis Bauer - Ariane Alter - Giuseppe Moi                           | 08.07.2023         |
| 34    | AfD-Streit, Frust in Ostdeutschland, Pädokriminalität                              | - Enissa Amani - Der Dunkle Parabelritter - Celine Höffken           | 23.09.2023         |
| 35    | Pornos, Burnout, Sterilisation                                                     | - Tim und Michael Overdick - Marvin Game - Julia Brandner            | 21.10.2023         |
| 36    | Schönheitseingriffe, toxische Vater-Sohn-Beziehung, Weltreise auf dem Motorrad     | - Das Gnu - Florian Schroeder - Ann-Kathrin Bendixen                 | 04.11.2023         |
| 37    | Homophobe Hetze, Social-Media-Erfolg, Verlust des Kindes, Burnout                  | - Riccardo Simonetti - Noel Robinson - Healthy Mandy - Joey’s Jungle | 25.11.2023         |

### Staffel 5
| Folge | Thema                                                                                                   | Gäste                                                                  | Ausstrahlungsdatum |
| ----- | --- | ---------------------------------------------------------------------- | ------------------ |
| 38    | Verlust, Jagd, Landfrust                                                                                | - Guido Maria Kretschmer - Madeline Lindhorst - Marco Scheel           | 09.03.2024         |
| 39    | Misogynie und Sexismus, Rettungsdienst, Fall Kasia Lenhardt                                             | - Tara-Louise Wittwer - Luis Teichmann - Maike Backhaus                | 06.04.2024         |
| 40    | Kriegsberichterstattung, toxisches Mutter-Tochter-Verhältnis, Arzteinsätze an der Front, Satire im Netz | - Paul Ronzheimer - Lucy Diakovska - Serhii Shcherbyna - Tahsim Durgun | 27.04.2024         |
| 41    | Stalker-Übergriffe, Identitätskrise, Gewalt in deutschen Kreißsälen                                     | - Lola Weippert - Twenty4Tim - Eva Placzek                             | 01.06.2024         |

## Sonstiges
Die Redaktion der Zeitschrift Emma vergab 2022 ihren Negativpreis „Sexist Man Alive“ an Sascha Lobo, da er in Folge 18 der Talkshow die Ausbeutung von Frauen durch Prostitution verharmlost habe.